# 安倍利行
安倍 利行（あべ の としゆき、生没年不詳）は、平安時代前期の貴族。官位は従五位下・備中権介。

## 経歴
従五位下に叙爵後、陽成朝の元慶2年（878年）侍従に任ぜられる。その後備中権介として地方官に転じ、元慶8年（884年）光孝天皇の践祚に際して左右兵庫を守護した。

## 官歴
『日本三代実録』による。
- 時期不詳：従五位下
- 元慶2年（878年） 2月15日：侍従
- 元慶8年（884年） 2月5日：見備中権介